# Анората
Анората (Анавратха) (1015–1077) — володар Пагана і перший цар єдиної Бірми, який об'єднав під своєю владою як бірманців (м'янма), так і сусідні народи в потужне Паганське царство.
На початку правління Анорати Паганське князівство було зовсім невеликим, і м'янма навряд чи мали у ньому більшість. Бірманською була лише правляча династія. Але Анораті вдалося об'єднати до того розрізнені бірманські племена спільною метою — адже з поширенням влади Пагана на навколишні землі родова знать м'янма перетворювалася на панівну верству нової великої держави. При цьому м'янма на відміну від сусідів, зберігали міцну племінну структуру — а тому, в разі потреби, племінне ополчення м'янма перетворювалося на велике і дисципліноване військо, в якому родичі билися поруч і підтримували один одного.
Це дозволило Анораті підкорити найближчих сусідів — племена п'ю, сокро, саків та чинів. Завдання це полегшувалося етнічною близькістю завойовників і завойованих, які досить легко знаходили між собою спільну мову, перемішувалися, родичалися і поступово асимілювали одне одного — звісно, із визнанням владного становища м'янма.
Але якщо для здобуття нових територій була потрібна потужна військова сила, якою були бірманці, для утримання влади над приєднаними землями одного військового примусу було вже недостатньо. Анораті був необхідний ще один союзник, здатний об'єднувати і консолідувати підданих, незалежно від їхньої етнічної належності. Таким союзником могло бути лише буддійське чернецтво — адже більшість народів майбутньої великої держави на той час вже сповідувала буддизм, звісно з певними «національними» особливостями.
Соратником Анорати став шанований чернець (шин) Арахан, відомий також під іменем Дхаммадассі Махатера. За його наполяганням цар заборонив монастирям обертати на своїх рабів місцевих селян та їхніх дітей, звільнив тих, хто вже потрапив до них у кабалу, і скасував «право першої ночі», яке ченці примудрилися запровадити в деяких селищах. Чернецтво повернуло собі повагу звичайних людей і авторитет у суспільстві. Також оголосив тгераваду державної конфесією замість арі-буддизму, якого дотримувалися усі його попередники. Анората запросив до Пагана проповідників із Шрі-Ланки, які привезли з собою чимало священних буддійських текстів, яких у М'янмі до того просто не було. Налагодження контактів із віддаленими країнами, в свою чергу, сприяло поширенню відомостей про Паганське царство у буддійському світі та зміцненню його міжнародного авторитету.
Наступним кроком Анорати стало поширення паганської влади на південь і підкорення міст-держав монів. Першим стало Пегу. Це місто дуже потерпало від наскоків гірських племен, проте недалекоглядні співплемінники з інших монських держав надати йому допомогу відмовилися. Натомість Анората підтримку запропонував. А після того, як горців відігнали, бірманське військо з міста вже не пішло. І Пегу був просто приєднаний до Паганського царства.
Володар міста Татон Мануха непередбачливо хвалився перед сусідами своєю великою бібліотекою, в якій зберігалося й чимало священних буддійських текстів. Анората звернувся до нього з наполегливою вимогою «поділитися» ними з «братами по вірі». Мануха відмовив, до того ж — як стверджують пізніші хроніки — в дуже образливій формі. Паганці у відповідь оголосили війну, що завершилася захопленням Татона. Мануха з усім двором потрапив до полону.
Анората переселив захопленого ним володаря, його придворних і 30 тисяч татонців до Пагана. Це були не просто заручники, які гарантували, що захоплені землі не відпадуть одразу після того, як бірманське військо їх залишить. Татонці мали працювати в Пагані над зведенням буддійських святилищ, а також навчати переможців науці, мистецтвам і всьому тому, що мало перетворити вчорашніх «варварів»-м'янма на справжню шляхту.
Вже за кілька десятиріч Паган перетворився на один з культурних центрів усього буддійського світу, а Паганське царство сягнуло вершини своєї могутності, його територія охоплювала майже всі землі сучасної М'янми, данину Пагану сплачували шани і араканці, а за деякими сіамськими джерелами — ще й царства Харіпунджая і Двараваті, що були розташовані на місці сучасного Таїланду.